# Minibiotus eichhorni
Espèce
Minibiotus eichhorni est une espèce de tardigrades de la famille des Macrobiotidae.

## Distribution
Cette espèce est endémique du Pérou.

## Publication originale
- Michalczyk & Kaczmarek, 2004 : Minibiotus eichhorni, a new species of Tardigrada (Eutardigrada: Macrobiotidae) from Peru. Annales Zoologici (Warsaw), vol. 54, no 4, p. 673-676.